# Witold Liszkowski
Witold Liszkowski (ur. 1954 we Wrocławiu, zm. 25 lutego 2025 tamże) – polski artysta sztuk wizualnych. Zajmował się malarstwem, rysunkiem, happeningami i działaniami intermedialnymi.

## Życiorys
Studiował w Akademii Sztuk Pięknych we Wrocławiu grafikę pod kierunkiem Jana Jaromira Aleksiuna (dyplom w 1979) i malarstwo u Konrada Jarodzkiego (dyplom w 1979). W latach 1977–1980 działał w grupie twórczej „Sztuka i Teoria”, łącząc praktykę artystyczną z refleksją natury filozoficznej. Stypendysta Ministerstwa Kultury i Sztuki (1997) oraz Zarządu Województwa Dolnośląskiego (2008).
W latach 1977–2006 prowadził autorskie wykłady w Wyższym Studium Fotografii AFA we Wrocławiu, w latach 2006–2009 w Akademii Sztuk Pięknych we Wrocławiu. Od 2004 był członkiem Zarządu Związku Polskich Artystów Plastyków Okręgu Wrocławskiego.

## Twórczość
Od 1995 tworzył cykle malarskie i rysunkowe Struktury osobiste, Multistruktury, instalacje malarskie Pokoje sztuki oraz pokazy i projekcje multimedialne, m.in. Sztuka zjawiskowa i inne.
Był autorem ponad osiemdziesięciu indywidualnych wystaw i pokazów multimedialnych w Polsce i za granicą. Uczestniczył w wielu festiwalach artystycznych, m.in. takich jak: Festiwal Teatru Otwartego, Międzynarodowy Festiwal Wratislavia Cantans, Nowe Horyzonty, Dolnośląski Festiwal Sztuki.

## Odznaczenia i nagrody
- Brązowy Medal „Zasłużony Kulturze Gloria Artis” (2022)[13][14]
- Nagroda Prezydenta Wrocławia (2018)[15]
- Złota Odznaka ZPAP (2014)[16]
- Nagroda Marszałka Województwa Dolnośląskiego (2013)[17]
- Medal im. Andrzeja Wróblewskiego – odznaczenie przyznawane studentom szkół artystycznych (1979)[potrzebny przypis]